# Bestensee
Bestensee ist eine Gemeinde im Landkreis Dahme-Spreewald im Land Brandenburg der Bundesrepublik Deutschland.

## Geografie
Die Gemeinde Bestensee – circa 35 Kilometer südöstlich des Berliner Stadtzentrums gelegen – erstreckt sich von Königs Wusterhausen im Norden bis zum Amt Schenkenländchen im Süden. Im Osten grenzt die Gemeinde Bestensee an die Gemeinde Heidesee und im Westen an die Stadt Mittenwalde. Das Gemeindegebiet umfasst eine Fläche von 3748 Hektar.
Innerhalb des Gemeindegebietes befinden sich insgesamt elf Seen mit einer Gesamtfläche von ca. 540 ha: Nördlich der Wohnbebauung an der Grenze zum Königs Wusterhausener Ortsteil Zeesen befindet sich das Seechen sowie östlich davon der Todnitzsee. Im Nordosten der Gemarkung liegen der Große und südlich davon der Kleine Tonteich. Westlich der Wohnbebauung in Klein Besten befinden sich der Kleinbestener See mit dem Bauernsee sowie südwestlich hiervon zwei Kiesseen, die nach der Einstellung des Kiesabbaus in den 1920er Jahren durch natürliche Grundwasserflutung entstanden, der Große und der Kleine Kiessee. Östlich, zwischen dem Gemeindekern und dem Ortsteil Pätz, liegen der Pätzer Vordersee sowie, durch die Liepe miteinander verbunden der südlich gelegene Pätzer Hintersee. Sie bildeten sich – wie auch der Todnitzsee, das Seechen und der Klein Bestener See – nach der letzten Weichseleiszeit. Im östlichen Teil der Gemarkung liegt, durch die Bundesstraße 179 vom Gemeindezentrum getrennt, der Pätzer Tonsee, in dem bis zum Anfang des 20. Jahrhunderts Ton abgebaut wurde. Anschließend füllte sich auch dieser See mit Grundwasser. Der Glunz-Graben (Glunze), der auf 1,2 Kilometer Länge durch ein Auwaldgebiet fließt, verbindet Pätzer Vordersee und Todnitzsee.
Die höchste Erhebung innerhalb des Gemeindegebietes ist der Kahlkopf am Ostufer des Pätzer Hintersees mit rund 77 Metern über NHN.

## Gemeindegliederung
Das Gebiet der Gemeinde besteht laut ihrer Hauptsatzung aus Bestensee und dem Ortsteil Pätz.
Hinzu kommen die bewohnten Gemeindeteile Glunzbusch, Groß Besten, Hintersiedlung, Klein Besten und Vordersiedlung sowie die Wohnplätze Ausbau, Liepe, Marienhof und Neu Kamerun.

## Geschichte und Etymologie
Der Ort und sein Name lassen sich auf die slawische Siedlung „Bestwin“ zurückführen, was als „guter Holunder“ gedeutet wird. Noch im 21. Jahrhundert prägen Holundersträucher das Ufer des Klein Bestener Sees.

### Frühzeit bis 15. Jahrhundert
Archäologen fanden in den 1920er Jahren bei Ausgrabungen in der Pätzer Tongrube einige Handsteine und Faustkeile aus der Steinzeit. Diese Funde gelten als Nachweis dafür, dass die Region um Bestensee bereits vor über 9000 Jahren besiedelt war. Ebenso konnte ein Backenzahn eines Mammuts geborgen werden. Experten vermuten, dass die rundliche Form des Dorfkerns von Klein Besten ein Indiz für die Existenz eines slawischen Burgwalls ist, der dort vor über 1600 Jahren existiert haben soll. Sie fanden dort bei Ausgrabungen in den Jahren 2005 und 2008 die Überreste von Hausstellen, Siedlungsgruben sowie Brandstellen und Pfostenlöchern. Um 1280 entstand das Dorf Groß Besten; die bestehende slawische Siedlung Bestwin wurde in Klein Besten umbenannt. Die Einwohner begannen im 14. Jahrhundert mit der Errichtung der Dorfkirche Bestensee, die 1375 eingeweiht wurde. Aus diesem Jahr stammt auch die erstmalige urkundliche Erwähnung Bestensees im Landbuch Karls IV. Zu dieser Zeit besaß ein Sigfried von Slyven ein Anwesen mit sechs Freihufen in Groß Besten, das sich zu einer späteren Zeit zu einem Rittergut entwickelte. Er verkaufte es vermutlich um 1417 an die Ritterfamilie derer Schenken von Landsberg und Seyda, die im 14. Jahrhundert durch den Kauf weiterer Siedlungen das Schenkenländchen formten. Die Schenken residierten zwar im Schloss Teupitz, doch ihr Einfluss war auch in Bestensee zu spüren. So wurde das Rittergut den Schenken untergeordnet; für die Nutzung der größeren Seen mussten die Einwohner in Bestensee Abgaben an die Schenken entrichten. Aus dieser Zeit ist auch eine Bockwindmühle, die Rudolfsmühle, nordwestlich von Groß Besten überliefert.

### 16. und 17. Jahrhundert
Nach der Einführung der Reformation kam es im Jahr 1543 zu einem Streit zwischen der Kirchengemeinde in Schenkendorf und Groß Besten. Schenkendorf wurde dabei zur Pfarrkirche, die Kirche in Groß Besten zur Filialkirche. Im Dreißigjährigen Krieg wurde auch Bestensee schwer in Mitleidenschaft gezogen. Schwedische Truppen zogen plündernd und mordend durch die Gemarkung. Anschließend raffte die Pest viele der verbliebenen Einwohner dahin. Aus dem Jahr 1624 sind für Groß Besten noch 13 Bauern, ein Hirte sowie ein Schmied überliefert – 1652 waren es nur noch acht Hüfner und zwei Kötter. Ähnlich sah die Lage in Klein Besten aus. Die Bevölkerungsanzahl stieg in den darauffolgenden Jahrzehnten nur langsam an. Das Rittergut wurde von einem Theologen Müller erworben, nachdem die Schenken von Landsberg in finanzielle Not gerieten und ihre Ländereien verkaufen mussten. Doch auch er verkaufte den Ort wieder, was darauf hindeutete, dass die Ländereien nicht viel Gewinn abwarfen. Der neue Herrscher wurde Johann Friedrich Freiherr von Löben, der 1657 für 18.000 Reichstaler neben Groß und Klein Besten weitere Orte erwarb. Die wirtschaftliche Lage der Einwohner besserte sich und die Rudolfsmühle konnte in der zweiten Hälfte des 17. Jahrhunderts wieder ausreichend Korn mahlen. Sie bestand noch bis in das Jahr 1902.

### 18. und 19. Jahrhundert

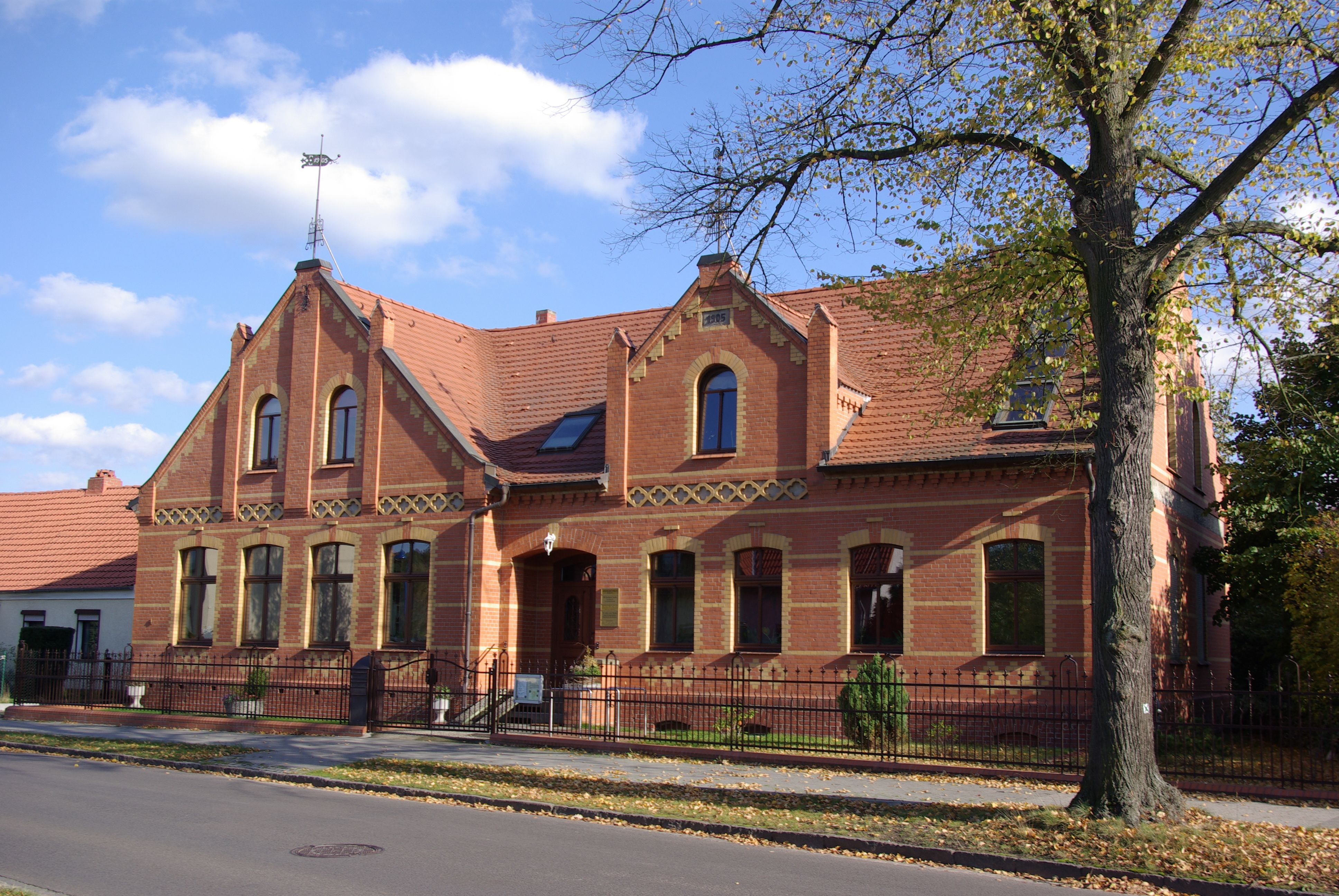
Ehemalige Dorfschule („Rote Schule“) in Groß Besten

1701 gelangte die Region mit der Gründung Preußens an Friedrich Wilhelm I.; 1717 erwarb er von Curt Hildebrand Freiherr von Löben für 56.000 Taler Groß und Klein Besten, Krummensee, Pätz sowie Körbiskrug. Die Bauern aus diesen Orten wurden fortan bei Jagden als Treiber eingesetzt und transportierten die erlegten Tiere ins Jagdschloss nach Königs Wusterhausen. Außerdem mussten sie wöchentlich drei Tage Hand- und Spanndienste leisten. Etliche Bauern konnten diese Belastung nicht tragen und verarmten. Hinzu kamen Hungersnöte durch Unwetter oder andere Naturereignisse. Dazu zählten beispielsweise ein Winter mit extrem niedrigen Temperaturen im Jahr 1739/1740 oder mehrere Tierseuchen in den Jahren 1750 bis 1798. Friedrich II. setzte sich aber auch für eine Förderung des Weinanbaus ein.
Im Siebenjährigen Krieg mussten auch die Bewohner von Groß und Klein Besten als bäuerliche Kantonisten dienen. 1757 quartierten sich österreichisch-ungarische Truppen im Gebiet ein, die von den Einwohnern verpflegt werden mussten; 1760 war es ein russisches Armeekorps. Weitere Einquartierungen fanden 1806 statt, als französische Truppen nach Preußen eindrangen. 1812 marschierten bayerische und württembergische Truppen durch die Region. Wiederum wurde die Bevölkerung während der Befreiungskriege zum Militär herangezogen. 1888 gründete sich eine Freiwillige Feuerwehr. 1891 erhielt Groß Besten einen Anschluss an das Chausseenetz des Kreises. Fünf Jahre später errichteten Handwerker einen Damm und bauten darauf eine Straßenverbindung zwischen Groß und Klein Besten. Die Region erlebte einen wirtschaftlichen Aufschwung, nachdem an mehreren Orten mit dem Abbau von Bodenschätzen begonnen wurde. 1892 eröffnete die Kirchengemeinde einen neuen Friedhof in Klein Besten. Ein Jahr später endeten die Beerdigungen rund um die Kirche in Groß Besten. Am Westende der Gemarkung entstand auch hier ein neuer Friedhof.
Um 1900 wurde in großem Stil Ton abgebaut, in Ziegeleien gebrannt und als Baustoff insbesondere über die Bahnstrecke Berlin–Görlitz nach Berlin geliefert. Die Bevölkerung wuchs auf 494 Einwohner, die in 110 Haushalten lebten. Nördlich des Bestenseer Bahnhofs befand sich zu dieser Zeit eine Tonbahn genannte Verbindung, mit der der Baustoff abtransportiert wurde. 1878 entstand dadurch der Bahnhof in Groß Besten. In der Umgebung von Gräbendorf befanden sich weitere Tongruben und Ziegeleien mit einem weiteren Bahndamm, der ebenfalls in diese Hauptverbindung mündete. Seine Überreste sind im 21. Jahrhundert als Waldweg von der Bundesstraße 179 in Richtung Gräbendorf erkennbar.

### 20. Jahrhundert
1919 gründete sich der Fußballverein Groß Besten, gefolgt von einem Anglerverein, ein Männergesangsverein, ein Siedler- und Gartenbesitzerverein sowie ein Hausbesitzerverein. Hinzu kamen ein Turnverein sowie ein Theaterverein. Die Einwohnerzahl stieg auf 1266 Personen in 184 Häusern im Jahr 1925. Darunter waren auch viele Berliner, die sich ab 1920 in Groß Besten und Klein Besten ansiedelten bzw. dort ein zusätzliches Wochenendhaus erwarben. Auf diese Art entstanden die Pätzer Vordersee-Siedlung, die Pätzer Hintersee-Siedlung sowie die Glunsbusch-Siedlung in Groß Besten. Weitere Siedlungen entstanden an den Seeufern des Todnitzsees und Umgebung. Damit einher ging eine steigende Zahl an Gastwirtschaften, die teilweise auch Übernachtungsmöglichkeiten anboten.
Nach dem Ersten Weltkrieg existierten in Groß Besten eine Schule am Dorfplatz mit drei Klassenräumen sowie ein weiteres Schulgebäude neben der Kirche mit zwei Klassenräumen und einer Wohnung für den Lehrer. Kinder wohlhabender Eltern besuchten die Friedrich-Wilhelm-Oberschule in Königs Wusterhausen. Neben den Bildungseinrichtungen siedelten sich zahlreiche Handwerker im Ort an, darunter ein Schmied, eine Schlosserei, ein Bauunternehmen sowie eine Zimmerei und eine Werkstatt, die Fahrradreparaturen anbot. Ende der 1920er Jahre wurden die Einwohner von zwei Arztpraxen versorgt. 1939 gab es in Bestensee zwei land- und forstwirtschaftliche Betriebe, die mehr als 100 Hektar bewirtschafteten. Daneben gab es 17 Betriebe, die 20 bis 100 Hektar bewirtschafteten, 12 Betriebe mit 10 bis 20 Hektar, 17 Betriebe mit 5 bis 10 Hektar sowie 76 Kleinstbetriebe, die 0,5 bis 5 Hektar Land zur Verfügung hatten.
In der Zeit des Nationalsozialismus wurden bestehenden Parteien aufgelöst bzw. verboten. Es gründeten sich unter anderem ein NS-Kindergarten, das Deutsche Jungvolk, die Hitlerjugend, der Bund Deutscher Mädel sowie der Reichsarbeitsdienst (RAD). Das vom Kriegerverein erbaute Schützenhaus gelangte unter die Kontrolle des Nationalsozialismus; Bürgermeister wurde der NSDAP-Parteigenosse Hackbarth. Unter seiner Leitung wurden Einheiten des RAD zum Bau eines Entwässerungsgrabens, zum Straßenbau sowie zur Kulturarbeit eingesetzt.
Per Erlass des Oberpräsidenten der Provinz Brandenburg vom 7. Januar 1938 wurde die Gemeinde Klein Besten am 1. April 1938 in die Gemeinde Groß Besten eingegliedert. Zunächst sollte die neu gebildete Gemeinde den Namen Groß Besten führen. Für die neu gebildete Gemeinde wurde jedoch der Name Bestensee festgelegt.
Die Novemberpogrome 1938 erreichten auch Bestensee, jedoch war der jüdische Besitzer der Apotheke Marcuse rechtzeitig geflohen. Die Hauptstraße wurde in Adolf-Hitler-Straße umbenannt; Kommunisten und Sozialdemokraten standen unter besonderer Beobachtung. Nachdem der Ton-Abbau ab 1941 aus wirtschaftlichen Gründen nach und nach eingestellt wurde, füllten sich die Löcher und es entstanden die Tonseen. Die Schutzstaffel übernahm die Ziegeleigelände rund um Pätz und richtete dort einen Stützpunkt ein. Dennoch blieb die Gemeinde von Bombenabwürfen weitgehend verschont. Chronisten berichten lediglich von einigen vermutlich ungezielten Einschlägen im Waldgebiet westlich des Glunsgrabens. Gegen Ende des Krieges wurde auch in Bestensee eine Einheit des Volkssturms aufgestellt. Sie sollte im März 1945 an den Ortsausgängen Panzersperren aus Baumstämmen errichten. Hausbesitzer nahmen geflohene Menschen aus den Ostgebieten des Deutschen Reiches auf. Am 20. April 1945 zerstörten Soldaten der Wehrmacht die Eisenbrücke am Todnitzsee. Doch auch dies konnte den Vormarsch der Roten Armee nicht aufhalten, die am 26. April 1945 den Ort erreichte. Ebenso sollte die Wilhelm-Franke-Brücke zerstört werden. Dies konnte durch das mutige Eingreifen eines Bestenseer Bürgers verhindert werden, der die Sprengkabel durchtrennte.
Beide Schulgebäude wurden nach dem Ende des Zweiten Weltkrieges vorübergehend für die Versorgungen verwundeter Soldaten genutzt, standen aber bereits ab Juni wieder für den Schulunterricht zur Verfügung. Ebenso fand am 16. Juni 1945 die erste kulturelle Veranstaltung unter dem Motto Ins neue Leben in einem Lokal statt; ein Frauenausschuss unterstützte die Bevölkerung beim Wiederaufbau. Am 7. März 1946 gründete sich im Ort die Freie Deutsche Jugend; einen Monat später vereinigten sich am 21. April die KPD mit der SPD zur SED. Das Gut Marienhof war bereits Staatsgut, daher fand in Bestensee keine Bodenreform im eigentlichen Sinne statt. Vielmehr wurde das Anwesen zum volkseigenen Gut erklärt. Neubauern erhielten Flächen zur landwirtschaftlichen Nutzung, die durch Abholzungen am Mariendorfer Berg entstanden. 307 Hektar wurden enteignet, davon 236 Hektar auf Neubauern aufgeteilt. So entstanden 201 Wirtschaftsbetriebe, die zusammen gerade einmal 37 Hektar bewirtschafteten. Weiteren 16 Betrieben standen ein bis fünf Hektar zur Verfügung (in Summe 47 Hektar). Zwei Betriebe hatten fünf bis 10 Hektar (zusammen 16 Hektar) und vier Betriebe 10 bis 15 Hektar (zusammen 48 Hektar). Lediglich ein Betrieb bewirtschaftete 53 Hektar Fläche. Diese Kleinteiligkeit führte dazu, dass sich die Neubauern mit den verbliebenen Bauern im Jahr 1953 zu einer LPG Typ III zusammenschlossen. Das Sägewerk in Bestensee wurde im Jahr 1956 zu einem volkseigenen Betrieb mit 99 Beschäftigten. Daneben gab es eine Produktionsgenossenschaft werktätiger Fischer mit 11 Mitgliedern. Sie betrieben Fischfang in den Gewässern von Bestensee und züchteten im Pätzer Vordersee Karpfen und Störe. Daneben wurden Marder gezüchtet und Entenmast betrieben. Nach und nach verbesserte sich die Situation der Einwohner. Auf dem Gelände der ehemaligen Ziegelei in Pätz entstand eine Maschinen-Ausleih-Station, die mit Traktoren aus sowjetischer Produktion bestückt wurde. Zwei verbliebene Privatbetriebe, die Fischernetze herstellten, schlossen sich zu einer Produktionsgenossenschaft des Handwerks zusammen, die PGH Netzbau. Die Schienenanbindung wurde jedoch durch Reparationen beeinträchtigt, da an der Bahnstrecke Berlin–Görlitz ein Gleis abgebaut werden musste. Dennoch wurde der Ort weiter aufgebaut. An der Hauptstraße, die nunmehr Stalinallee hieß, eröffnete ein Kino; in der Waldstraße eine Bibliothek. Hinzu kam eine Konsumgaststätte an der Zeesener Straße mit einer Verkaufsstelle für Zeitungen. 1946 nahm der Fußballverein SG Union Bestensee den Spielbetrieb wieder auf, ebenso der Turnverein.
In den kommenden Jahren entstanden zahlreiche Neubauprojekte. Neben der MAS entstanden Gebäude, die zunächst von der FDJ, später von Grenztruppen der DDR belegt wurden. 1960 entstand eine LPG Typ III mit 54 Mitgliedern, die 366 Hektar landwirtschaftliche Nutzfläche bewirtschafteten. Eine LPG Typ I schloss sich 1969 mit einer LPG Typ III zusammen. Beide wurden 1972 mit der LPG in Motzen vereint. 1973 gründeten sich der VEG Marienhof, ein staatlicher Forstwirtschaftsbetrieb, die Oberförsterei Bestensee sowie ein Möbelkombinat. Es entstanden eine PGH Auto-Mechanik, ein Fotografenhandwerk, ein Netzbau und eine Rohrweberei.
Im Ortsteil Pätz befand sich von 1961 bis 1990 das Kommando der Grenztruppen der DDR. Dessen Angehörige bezogen Wohnungen in der in den 1960er Jahren entstandenen Rudi-Arnstadt-Siedlung sowie in der Friedenstraße. 1951 eröffnete in der ehemaligen Arztpraxis ein Landambulatorium; ein Gasthaus wurde zur Gemeindeschwesternstation umfunktioniert. Etwa zur gleichen Zeit bezog die Gemeindeverwaltung das ehemalige Schulgebäude an der Kastanie. Die Schüler zogen daraufhin in eine alte Gemeindeverwaltungsbaracke am Landambulatorium um. Dieses Provisorium wurde mit der Einweihung eines Neubaus, der zehnklassigen, polytechnischen Rudi-Arnstadt-Oberschule am 1. September 1969 beendet. Das kulturelle Leben wurde durch den Männerchor sowie eine Schullaienspielgruppe bereichert. Hinzu kam ein umfangreiches Vereinswesen. So veranstalteten die Kleingärtner und Kleintierzüchter die Rosenbaumfeste im Ort. Der DFD war wie auch die Volkssolidarität ebenfalls aktiv. 1987 errichtete die Gemeinde nördlich der Waldstraße einen weiteren Schulneubau, der von Schülern aus Bestensee und Pätz belegt wurde. 1989 konnte das Bahnhofsgebäude modernisiert und ein zweites Gleis an der nunmehr elektrifizierten Strecke wieder in Betrieb genommen werden.
Nach der Wende beschloss die Gemeindevertretung am 28. Mai 1990 ihre künftige kommunale Selbstverwaltung. Der erste Bürgermeister wurde am 28. Juni 1990 Gerd Kruligk. Am 27. Juli 1990 legte die Gemeinde die Übernahme von Wohnblöcken in der Friedenstraße in kommunales Eigentum sowie den Beitritt der Gemeinde Bestensee in den Städte- und Gemeindebund des Landes Brandenburg fest. Die Wende hatte aber auch Einfluss auf das Vereinswesen. Mit dem Wegfall der Armeesportvereinigung Vorwärts wurde eine neue Vereinsgründung erforderlich. Mit Wirkung vom 30. Juli 1991 gründete sich der SV Grün/Weiß Union Bestensee e. V. mit seinerzeit rund 100 Mitgliedern. Wenige Monate später ließ sich der Männergesangverein am 14. Oktober 1991 als eingetragener Verein registrieren. Im gleichen Jahr gab die Gemeinde erstmals das monatlich erscheinende Amtsblatt Bestwiner heraus. Am 1. Februar 1992 gründete sich der Bestenseer Verein zur Förderung von Kindern und Jugendlichen. Im gleichen Jahr wurde das Kinderdorf sowie das Einkaufszentrum an der Zeesener Straße eröffnet. Neben den Bautätigkeiten lebten nach und nach auch alte Traditionen wieder auf. 1993 wurde erstmals wieder ein Osterfeuer angezündet, 1994 das Zampern eingeführt. 1995 ließ sich die Gemeinde eine neue Flagge genehmigen; der Schützenverein feierte sein 100-jähriges Bestehen. 1996 beschloss die Gemeindevertretung ein Konzept zur Förderung des Tourismus und trat dem Fremdenverkehrsverbund Dahmeland e. V. in Königs Wusterhausen bei. Weiterhin wurden ein städtebauliches Leitbild verabschiedet sowie der Ausbau der Zeesener Straße abgeschlossen. 1997 begann die Grundsanierung der Gesamtschule sowie ein Ausbau der Fachräume für rund 8 Millionen DM. Bei weiteren Bauarbeiten wurde die Wilhelm-Franke-Brücke über den Glunzgraben errichtet; es entstanden sozial geförderte Wohnungen im Wustrocken. Im Juni begannen die Arbeiten für das Einkaufszentrum an der Motzener Straße sowie die Vermarktung von Baugrundstücken im Wohngebiet Luchfeld. 1998 konnte die Gemeinde das neue Rathaus in der Eichhornstraße beziehen; das Einkaufszentrum eröffnete. Am 15. August 1998 feierte die Freiwillige Feuerwehr ihr 100-jähriges Bestehen mit der Einweihung eines neuen Feuerwehrdepots in der Eichhornstraße. 1999 feierte der Vereinsring, eine Organisation zur Verbesserung des Vereinswesens in Bestensee, erstmals ein Dorffest auf dem Festplatz am Sutschketal.

### 21. Jahrhundert
2001 verbesserte sich erneut die Infrastruktur im Ort, als eine Tankstelle gegenüber dem Einkaufszentrum an der Motzener Straße/Hauptstraße nach kontroverser Standortdiskussion eröffnet wurde. Gleichzeitig erweiterte sich das Vereinsangebot durch die Gründung des Motorsport-Vereins MSC Bestensee mit zunächst 18 aktiven Mitgliedern sowie einer Erweiterung des VSG 1990 Bestensee um die Gruppe Mounted Games. Aber auch die übrigen Vereine bauten ihre Aktivitäten aus. Unter der Leitung des Angelsportvereins Dahmeland 73 wurde der Glunsgraben gereinigt; hinzu kam ein Umwelttag, bei dem Schulkinder in Bestensee und Umgebung Müll einsammelten. Am 11. April 2001 konnte eine Außenbeleuchtung der Dorfkirche in Betrieb genommen werden. Die Installation war der Anlass zu einem Fotowettbewerb Bestenseer Dorfkirche bei Nacht. Im gleichen Monat fand ein erster Freundschaftsbesuch in der neuen Partnergemeinde Gmina Przemęt in Polen statt. Ab Mai konnte die Betreuung von hilfsbedürftigen Menschen durch die Eröffnung einer Sozialstation im Einkaufszentrum an der Zeesener Straße verbessert werden. Die Infrastruktur wurde weiter ausgebaut, indem die Friedhofshalle erweitert und die Wege ausgebaut wurden. Handwerker deckten das Dach der Grundschule neu ein und bauten den Gehweg in der Hauptstraße aus. Gleichzeitig erprobte die Gemeinde eine Sanierung von 2,5 km der rund 40 km langen Sandstraßen durch eine Schicht aus Zement.
2002 führten die Sondierungsgespräche mit der neuen polnischen Partnergemeinde zum Abschluss eines Partnerschaftsvertrages und zur Gründung eines Freundeskreises, der die Zusammenarbeit intensivieren soll. 2002 wurde anlässlich des 3. Dorffestes erstmals ein Kalender der Gemeinde herausgegeben, der schnell vergriffen war. Am 11. November fand die Grundsteinlegung für ein neues Seniorenzentrum an der Hauptstraße statt. Am 26. Oktober 2003 wurde die Gemeinde Pätz nach Bestensee eingemeindet. 2010 gründete sich der Bestenseer Weinbauverein e. V., der auf dem 34 Meter hohen Mühlenberg seit dieser Zeit die Tradition des Weinanbaus wiederaufleben lässt.

### Verwaltungsgeschichte
Bestensee und sein heutiger Ortsteil Pätz gehörten seit 1817 zum Kreis Teltow in der preußischen Provinz Brandenburg und ab 1952 zum Kreis Königs Wusterhausen im DDR-Bezirk Potsdam. Seit 1993 liegt die Gemeinde im brandenburgischen Landkreis Dahme-Spreewald.

## Bevölkerungsentwicklung
| Jahr | Einwohner |
| ---- | --------- |
| 1939 | 2 802     |
| 1946 | 3 378     |
| 1950 | 3 269     |
| 1964 | 3 349     |
| 1971 | 3 428     |
| 1981 | 3 557     |
| 1985 | 3 882     |

| Jahr | Einwohner |
| ---- | --------- |
| 1990 | 5 189     |
| 1995 | 5 354     |
| 2000 | 5 549     |
| 2005 | 6 669     |
| 2010 | 6 732     |
| 2015 | 7 367     |
| 2020 | 8 344     |

| Jahr | Einwohner |
| ---- | --------- |
| 2021 | 8 752     |
| 2022 | 8 666     |
| 2023 | 8 942     |
| 2024 | 9 171     |

Gebietsstand des jeweiligen Jahres, Einwohnerzahl: Stand 31. Dezember (ab 1991), ab 2011 auf Basis des Zensus 2011, ab 2022 auf Basis des Zensus 2022
Die Zunahme der Einwohnerzahl 2005 ist auf die Eingemeindung von Pätz im Jahr 2003 zurückzuführen.

## Religion
In Bestensee bestehen Kirchengemeinden evangelischer, katholischer und neuapostolischer Konfession. Im Ortsteil Groß Besten gibt es eine evangelische Feldsteinkirche nebst Alt-Friedhof. Circa einen Kilometer westlich davon befindet sich der heutige Groß Bestener Friedhof. Ein weiterer, im Jahr 1892 angelegter Friedhof befindet sich im Ortsteil Klein Besten. Im Ortsteil Pätz steht eine Kapelle mit Friedhof. Diese wurde der evangelischen Kirche 1955 von einer Berliner Familie geschenkt, die das Erbbegräbnis ihrer Familie, zu dem die Kapelle gehörte, der Kirchengemeinde Pätz überließ. Mit Hilfe von Geld- und Sachspenden der Einwohner des Ortes wurde das Gebäude 1955–1957 umgebaut und ein Glockenturm errichtet.

## Politik

### Gemeindevertretung
Die Gemeindevertretung von Bestensee besteht aus 18 Gemeindevertretern und dem hauptamtlichen Bürgermeister. Die Kommunalwahl am 9. Juni 2024 führte bei einer Wahlbeteiligung von 63,5 % zu folgendem Ergebnis:
| Partei / Wählergruppe                     | Stimmen 2014 | Stimmen 2019 | Stimmen 2024 |    | Sitze 2014 | Sitze 2019 | Sitze 2024 |
| ----------------------------------------- | ------------ | ------------ | ------------ | -- | ---------- | ---------- | ---------- |
| Unabhängige Bürger für Bestensee und Pätz | 50,8 %       | 35,9 %       | 28,4 %       | 10 | 6          | 5          |            |
| AfD                                       | –            | 11,2 %       | 21,8 %       | –  | 2          | 4          |            |
| WIR! - Gemeinsam für Bestensee und Pätz   | –            | 13,9 %       | 15,2 %       | –  | 3          | 3          |            |
| Plan Bestensee 2025                       | –            | 17,4 %       | 12,8 %       | –  | 3          | 2          |            |
| CDU                                       | 16,1 %       | 09,5 %       | 09,3 %       | 3  | 2          | 2          |            |
| Einzelbewerber Klaus-Dieter Quasdorf      | –            | –            | 08,5 %       | –  | –          | 1          |            |
| Die Linke                                 | 19,8 %       | 12,1 %       | 03,9 %       | 3  | 2          | 1          |            |
| SPD                                       | 09,2 %       | –            | –            | 1  | –          | –          |            |
| Einzelbewerberin Anja Kolbatz             | 04,0 %       | –            | –            | 1  | –          | –          |            |
| Insgesamt                                 | 100 %        | 100 %        | 100 %        | 18 | 18         | 18         |            |

### Bürgermeister
- 1990–1993: Gerd Kruligk (SPD)[18]
- 1994–2023: Klaus-Dieter Quasdorf (Wählervereinigung Quasdorf für Bestensee)[18]
- seit 2023: Roland Holm (parteilos)

Quasdorf wurde in der Bürgermeisterwahl am 24. September 2017 mit 56,1 % der gültigen Stimmen in seinem Amt bestätigt. Er trat zum 30. September 2023 in den Ruhestand. Gegen ihn und den Kämmerer der Gemeinde wurden seit 2022 staatsanwaltschaftliche Ermittlungen mit Verdacht auf Untreue und Bestechlichkeit sowie Absprachen bei Grundstücksangelegenheiten durchgeführt.
In der Bürgermeisterstichwahl am 4. Juni 2023 wurde Roland Holm  mit 57,3 % der gültigen Stimmen zu seinem Nachfolger gewählt. Seine Amtszeit beträgt acht Jahre.

### Wappen
Das Wappen wurde vom Heraldiker Frank Diemar gestaltet und am 1. September 1995 genehmigt.
Blasonierung: „Von Gold und Blau durch Schräglinkswellenschnitt geteilt; oben ein grünes Kastanienblatt, unten ein schräglinks gestürzter silberner Fisch.“
Der goldene Teil symbolisiert den Märkischen Sand und der blaue die vielen Seen; das Kastanienblatt ist ein Hinweis auf die zum Teil vergleichsweise alten Kastanien. Der silbern schräglinks gestürzte Fisch steht für die vielen Angelmöglichkeiten.

### Partnerschaften
Die Gemeinde unterhält partnerschaftliche Beziehungen zur Gemeinde Havixbeck in Nordrhein-Westfalen und zur Gmina Przemęt im Powiat Wolsztyński (Polen).

## Sehenswürdigkeiten und Kultur

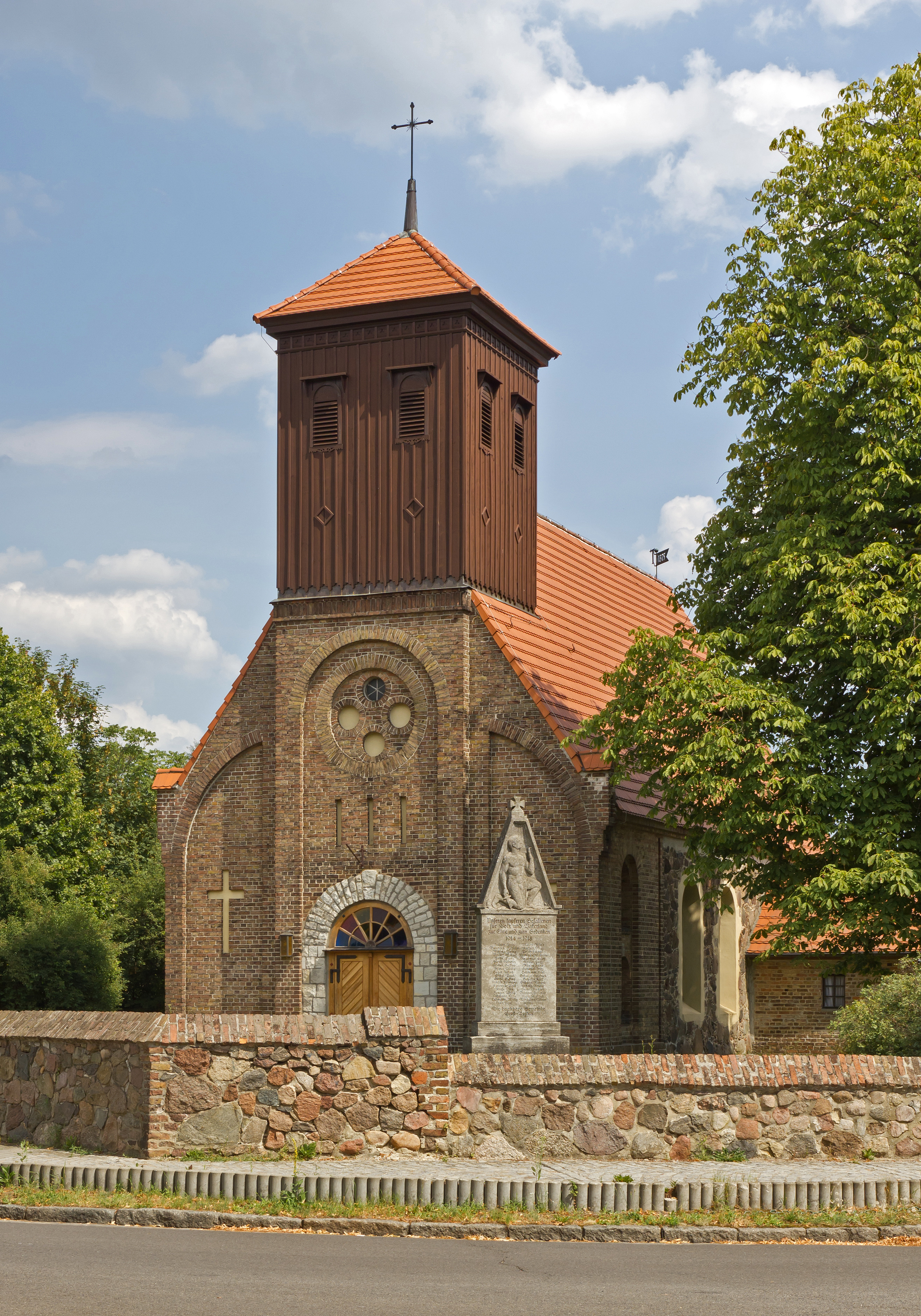
Feldsteinkirche in Groß Besten

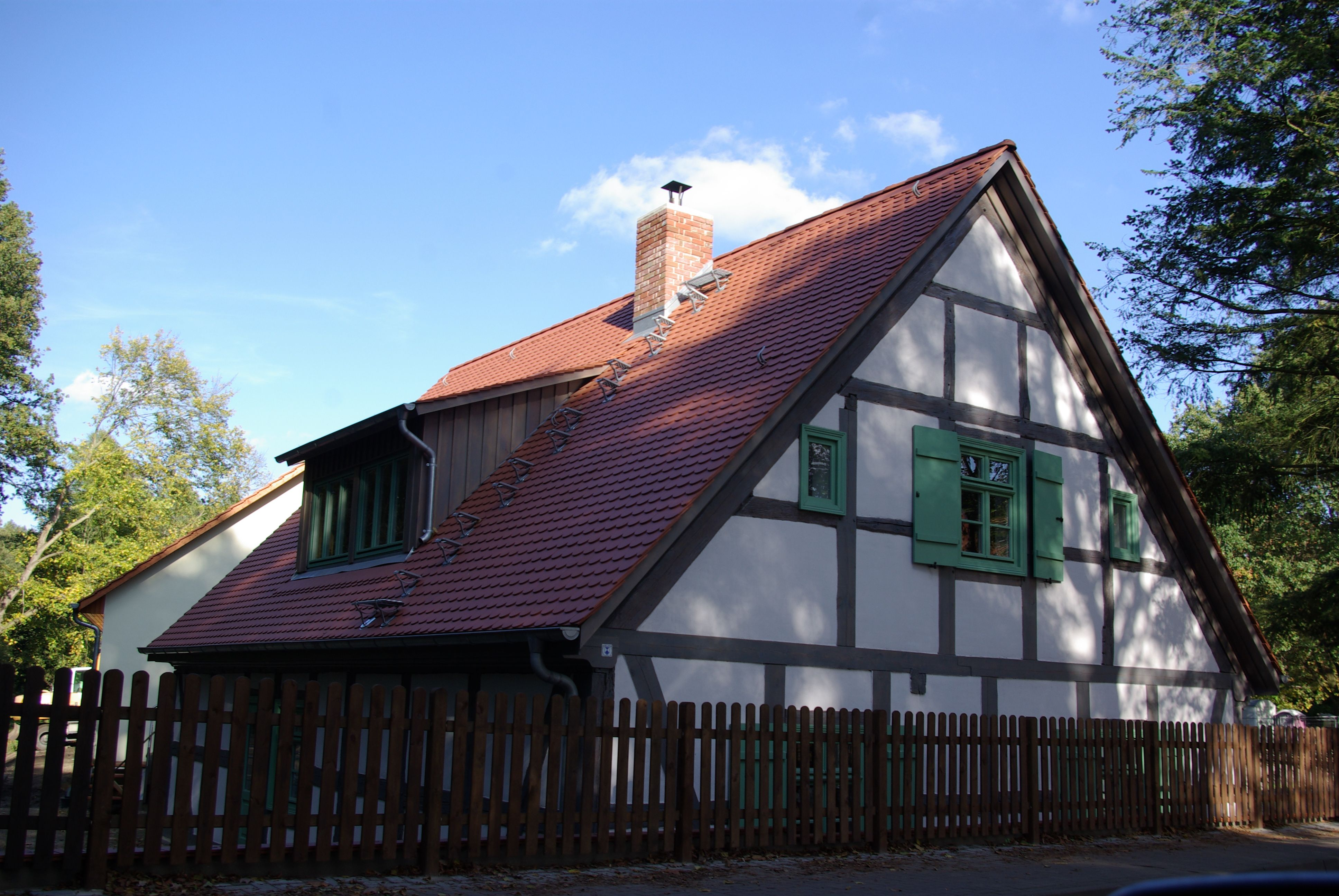
Ehemaliges Königliches Forsthaus in Bestensee

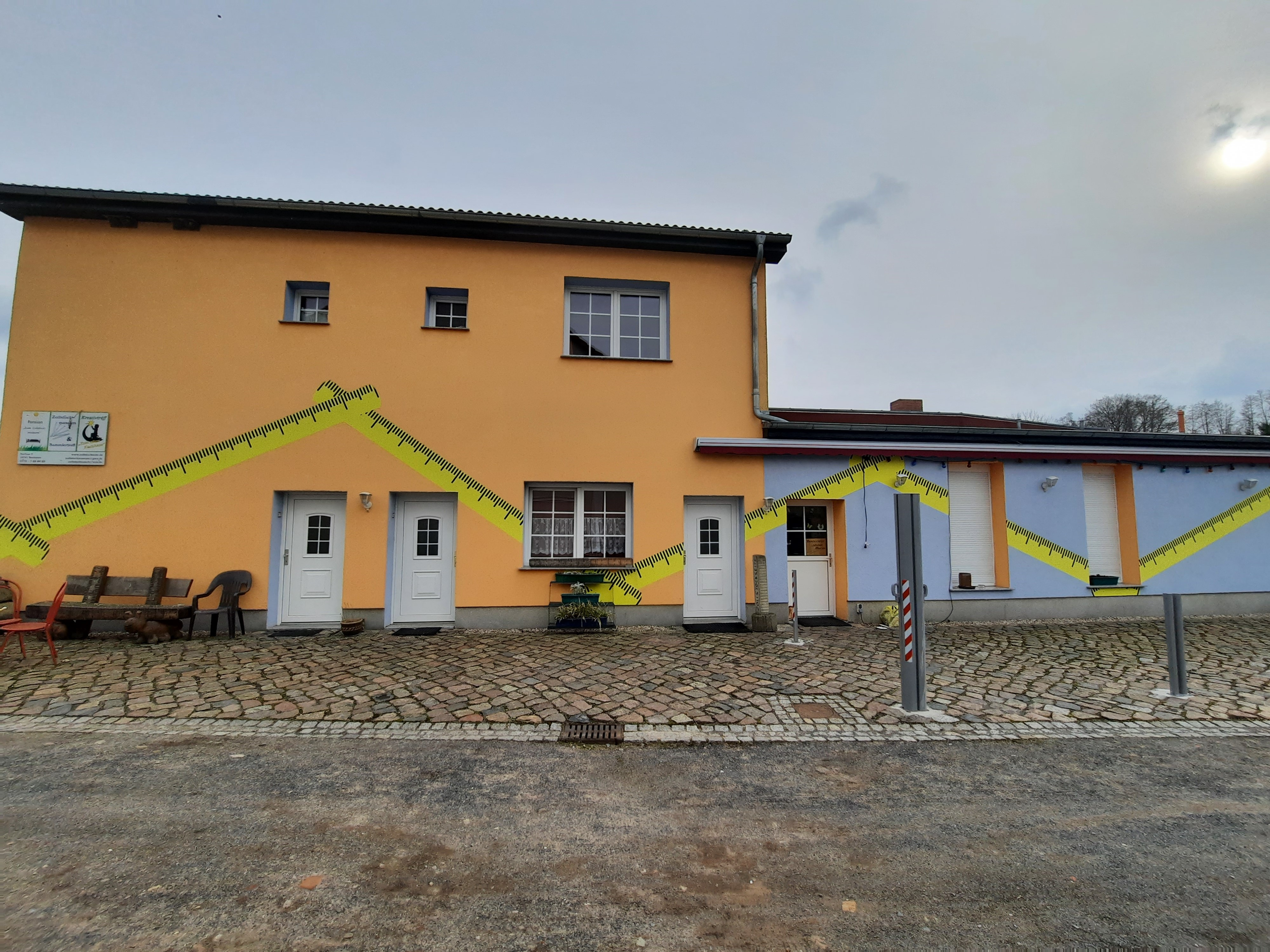
Zollstockmuseum Bestensee

In der Liste der Baudenkmale in Bestensee und in der Liste der Bodendenkmale in Bestensee stehen die in der Denkmalliste des Landes Brandenburg eingetragenen Kulturdenkmale.

### Bauwerke
Die historischen Ortskerne (Dorfauen) der beiden Alt-Dörfer Groß Besten und Klein Besten sind sehr gut erhalten.
Die Dorfkirche im Ortsteil Groß Besten entstand vermutlich Ende des 14. Jahrhunderts. In den Jahren 1883 bis 1884 erweiterte die Kirchengemeinde das Bauwerk in Richtung Westen um den Turm sowie eine Vorhalle an der Südseite der Kirche. 1975 bis 1980 wurde sie umfangreich restauriert. Im Innern des flach gedeckten Bauwerks befinden sich ein schlichter Altaraufsatz sowie eine Fünte aus dem 17. oder 18. Jahrhundert.
Der Bahnhof im Ortsteil Groß Besten wurde 1878 errichtet.
Die Landkost-Arena entstand 2007. Hier werden die Heimspiele des Volleyball-Bundesligisten Netzhoppers KW-Bestensee ausgetragen.
Das Zollstockmuseum bewahrt über 25.000 Zollstöcke auf, es kann auf Anfrage besichtigt werden.

### Parks
Am 27. April 2006 wurden die ersten Bäume für den Generationenwald gepflanzt. Bestenseer können anlässlich verschiedener Jubiläen (runde Geburtstage, Hochzeiten, Geburten, aber auch zum Andenken an Personen) einen Baum im Wald der Generationen pflanzen.

### Naturschutzgebiete
- Naturschutzgebiet Sutschketal – ein zwischen Bestensee und Krummensee verlaufendes Urstromtal
- Dubrow – ein großes Waldgebiet zwischen Bestensee und Gräbendorf
- Pätzer Kiesgrube

### Regelmäßige Veranstaltungen
- Bestenseer-Seenlauf
- Dorffest des Vereinsrings
- Inline-Skater-Wettbewerb
- Kunstausstellungen Galerie im Amt
- Osterfeuer
- Pfingstkonzert im Festzelt am Sutschketal
- Reitertag auf den „Pferdewiesen“ am Sutschketal
- Schützenfest
- Zampern

## Wirtschaft und Infrastruktur

### Wirtschaft
Der größte Arbeitgeber von Bestensee ist die Landkost-Ei GmbH. Pro Jahr werden am Standort rund 400 Millionen Eier erzeugt. Die Produktionsanlage geht auf einen Betrieb des nach 1990 privatisierten ehemaligen Kombinats Industrielle Tierproduktion zurück.

### Verkehr
In Bestensee kreuzen sich die Bundesstraßen 179 zwischen Königs Wusterhausen und Märkisch Buchholz sowie die Bundesstraße 246 zwischen Zossen und Storkow. Nach Königs Wusterhausen sind es etwa 7 km, nach Märkisch Buchholz 20 km, nach Zossen 17 km und nach Storkow 22 km.
Bestensee hat seit dem 15. Juni 2009 eine Anschlussstelle an der Bundesautobahn 13 Berlin–Dresden. Sie befindet sich an der Kreuzung der Autobahn mit der Bundesstraße 246. Der südliche Berliner Ring (Bundesautobahn 10) mit der Anschlussstelle Königs Wusterhausen ist etwa zehn Kilometer entfernt.
Am Bahnhof Bestensee halten im Stundentakt die Züge der Regionalbahnlinie RE 7 ((Dessau–)Bad Belzig—Berlin–Senftenberg) sowie einzelne Züge der Linie RE 2 (Nauen—Berlin—Cottbus). Von Mai 2010 bis zum 1. September 2011 wurde ein Teilstück der Bahnstrecke Berlin–Görlitz zwischen Königs Wusterhausen und Lübbenau erneuert. Dabei bekam auch der Bahnhof Bestensee neue, barrierefreie Bahnsteige.

### Bildung
Bestensee verfügt über zwei Kindergärten: das Kinderdorf in der Zeesener Straße in Groß Besten und den Waldkindergarten im Ortsteil Pätz.
Die Bestenseer Grundschule (ehemalige Gesamtschule) im Ortsteil Groß Besten in der Goethestraße 15 wurde im Jahre 2003 grundsaniert und erweitert. Das eingeschossige Nebengebäude wurde um eine Etage aufgestockt, wird im 21. Jahrhundert überwiegend von den Klassenstufen 1 und 2 genutzt und beherbergt die Mensa. Mit Schuljahresbeginn 2010 wurde das Nebengebäude um einen Kinderhort erweitert.
Die Bestenseer Bibliothek befindet sich in der Waldstraße 31. Im Gemeindesaal haben Hobbykünstler unter dem Motto Galerie im Amt die Möglichkeit, ihre Werke der Öffentlichkeit zu präsentieren.

### Sport und Vereinswesen
In Bestensee existieren sechs Angelvereine, ein Reiterhof, eine Sporthalle, zwei Bowlinganlagen. Der VSG 1990 Bestensee e. V. bietet zahlreiche Sportarten an. Fußballfreunde können im SV Grün-Weiß Union Bestensee spielen. Weiterhin ist der Schützenverein, der MSC Bestensee Motocross und der SC Karate Bestensee aktiv. Es gibt einen Boxclub sowie eine Selbstverteidigungs- und Kampfsport-Schule Zeesen-Bestensee.
Daneben können sich die Einwohner im Bestenseer Weinbauverein, bei der Freiwilligen Feuerwehr Bestensee, dem Feuerwehrverein Pätz, oder im Heimat- und Kulturverein Bestensee engagieren. Die Gewerbetreibenden sind im Gewerbeverein Bestensee aktiv, der unter anderem auch den jährlichen Weihnachtsmarkt organisiert. In Pätz gibt es darüber hinaus eine Gruppe der Volkssolidarität und den Heimatverein Pätz. Eine regionale Besonderheit ist der gemeinnützige Verein LAUSL (Lebensart und Sammellust). Er wurde 2014 vom Inhaber des örtlichen Zollstockmuseums gegründet, um das kulturelle Leben im Ort zu fördern.
Verschiedene Interessensgemeinschaften sind in Bestensee aktiv: die Garagengemeinschaft 72, der Kleingartenverein Am Steinberg, der Kleingartenverein Am Krummensee, die Kleingartensparte Am Kiessee und die Kleingartensparte Am Bauernweg. Zum weiteren Vereinswesen gehören ein Männergesangverein Bestensee 1923, der Briefmarken-Verein 1955, der Verein Kreative Freizeitgestaltung sowie ein Lohnsteuerhilfeverein.

## Persönlichkeiten
- Heinrich Mauersberger (1909–1982), Erfinder des Nähwirkverfahrens Malimo, lebte seit 1967 in der Gemeinde, 2009 Ehrenbürger von Bestensee
- Walter Kirsche (1920–2008), Anatom, lebte in Pätz
- Siegfried Streller (1921–2015), Literaturwissenschaftler, lebte in Bestensee
- Angelika Schrobsdorff (1927–2016), Schriftstellerin, verbrachte Teile ihrer Kindheit in Pätz
- Harry Schäffer (1930–2013), Lehrer und bis 1989 Ortschronist, in Bestensee geboren
- Harald Effenberg (* 1957), Schauspieler, in Pätz geboren
- Isabella Lewandowski (* 1970), Schauspielerin, lebt in Bestensee
- Hans Gruhne (* 1988), Ruderer, wuchs in Pätz auf